# Carlota (esclava)
Carlota, llamada también La Negra Carlota, fue una esclava negra lucumí que lideró la sublevación de esclavos del ingenio azucarero "Triunvirato" en la provincia de Matanzas (Cuba) el 5 de noviembre de 1843.

## Biografía
Carlota, junto al también lucumí Eduardo y el gangá Manuel, encabezó la rebelión contra el mayoral del ingenio y sus ayudantes. Durante ese periodo hubo numerosas confrontaciones entre los esclavos y el régimen esclavista imperante. Esclava de la dotación y de la que no se conoce día ni lugar exacto de nacimiento, protagonizó la insurrección en las tierras yumurinas. La casa de vivienda de los amos fue incendiada, y también parte del ingenio y de los bohíos del batey. La rebelión logró extenderse por la provincia de Matanzas a las dotaciones de los ingenios "Ácana", "Concepción", "San Lorenzo" y "San Miguel", y a numerosos cafetales y fincas ganaderas.
Los tambores eran el método de comunicarse. Había dos africanos en contacto. Eran lucumíes: Evaristo y Fermina, del ingenio "Acana". Ellos se dedicaron a hacer campaña entre los esclavos para poner fin a la brutalidad de aquel sistema. Lograban comunicarse por los tambores que interpretaban con elocuencia. El 5 de noviembre de 1843 se rebelaron los esclavos de "Triunvirato". 
En el ingenio "San Rafael", Carlota murió combatiendo en marzo de 1844, siendo su cadáver descuartizado.
En la actualidad se alza el monumento al esclavo rebelde en la provincia de Matanzas, Cuba, en las ruinas del ingenio Triunvirato